# El último grumete
El último grumete es una película chilena, adaptación de la novela El último grumete de la Baquedano de Francisco Coloane. Fue dirigida por Jorge López Sotomayor, y estrenada el 25 de diciembre de 1983.
Su versión remasterizada se estrenó el 20 de mayo de 2009 a las 22.00 h (UTC-4), en Televisión Nacional de Chile. Ese mismo año se lanzó en formato DVD, donde se incluye un documental acerca de la vida y obra de Francisco Coloane, fallecido en 2002.

## Reparto
- Gonzalo Meza como Alejandro Silva.
- Domingo Tessier como sargento Escobedo.
- Juan Cristóbal Soto como Álvarez.
- Corita Díaz como Mamá de Alejandro Silva.
- Enrique Heine como Tuerto Aníbal.
- Víctor Mix como El Rata.
- Carlos Ramírez como Care Pato.
- Guillermo Altamirano como Manuel.
- Teresita Rivas como Valentina.
- Álex López como oficial de la Esmeralda.
- Guido Domínguez como oficial de la Esmeralda.
- Eugenio Claro como oficial de la Esmeralda.

## Diferencias con el libro
La película presenta importantes cambios en relación con la obra original de Coloane. En el libro, Alejandro no conoce a ninguna chica, ni pasa tanto tiempo en Punta Arenas como en la película. Además, en el libro la acción ocurre en el buque escuela Baquedano, mientras que en la cinta es en el "Buque Escuela Esmeralda", de ahí que el título sea simplemente "El último grumete", omitiendo el barco.